# FK Nioman Hrodna
FK Nioman Hrodna (ФК Нёман Гродна) je fotbalový klub z běloruského města Hrodna (také Grodno). Klubové barvy jsou zelená a žlutá. Byl založen v roce 1964 a pojmenován podle řeky Němen protékající městem. V letech 1972 až 1992 nesl název Chimik.
Od svého vzniku hrál Neman běloruskou skupinu třetí nejvyšší soutěže SSSR, pouze v letech 1968 a 1969 působil ve druhé nejvyšší soutěži. Účastníkem běloruské nejvyšší soutěže je nepřetržitě od jejího vzniku v roce 1992, nejlepším umístěním bylo druhé místo v roce 2002.
V sovětském poháru bylo největším úspěchem klubu osmifinále v roce 1987. Běloruský fotbalový pohár vyhrál v roce 1993, v letech 2011 a 2014 byl neúspěšným finalistou.
Neman hrál Pohár vítězů pohárů 1993/94 (vypadl v předkole s FC Lugano 0:5 a 2:1), Pohár UEFA 2003/04 (vypadl v předkole se Steauou po výsledcích 1:1 doma a 0:0 venku) a Pohár Intertoto 2005 (vypadl v prvním kole s Tescomou Zlín 0:0 a 0:1). Čtvrté místo v ligovém ročníku 2013 mu zajistilo účast v Evropské lize 2014/15; byl nasazen do druhého předkola, kde se utkal s klubem Fimleikafélag Hafnarfjarðar, který vyřadil Glenavon FC. Neman s islandským mužstvem vypadl po domácí remíze 1:1 a prohře na soupeřově hřišti 0:2.
Nejznámějším odchovancem klubu je Sjarhej Hurenka: osmdesátinásobný reprezentant, běloruský fotbalista roku 1999, mistr Ruska s FK Lokomotiv Moskva.